# STS-86
STS-86 — 87-й старт многоразового транспортного космического корабля в рамках программы Спейс Шаттл и 20-й космический полёт «Атлантиса», произведен 26 сентября 1997 года. Астронавты провели в космосе около 11 суток и благополучно приземлились на 15 полосу Космического центра им. Кеннеди 6 октября 1997 года.
В программу полёта STS-86 входило проведение седьмой стыковки шаттла с российской орбитальной станцией «Мир», доставка и возвращение грузов, выполнение различных экспериментов.

## Экипаж
- (НАСА): Джеймс Уэзерби (4)[3] — командир;
- (НАСА): Майкл Блумфилд (1) — пилот;
- (ФКА): Владимир Титов (5) — специалист полёта 1;
- (НАСА): Скотт Паразински (2) — специалист полёта 2;
- (CNES): Жан-Лу Кретьен (3) — специалист полёта 3;
- (НАСА): Уэнди Лоуренс (2) — специалист полёта 4;

Старт:
- (НАСА): Дейвид Вулф (2) — специалист полёта 5;

Посадка:
- (НАСА): Колин Фоул (4) — специалист полёта 5.

Первоначально Уэнди Лоуренс должна была заменить Колина Фоула на борту ОС «Мир», а Дейвид Вулф принять участие в следующей основной экспедиции на «Мире». Однако по антропометрическим параметрам Лоуренс не могла работать в скафандре «Орлан-ДМ» и её заменил Вулф. Несмотря на это она осталась в экипаже, но уже в качестве специалиста полёта.

## Описание полёта

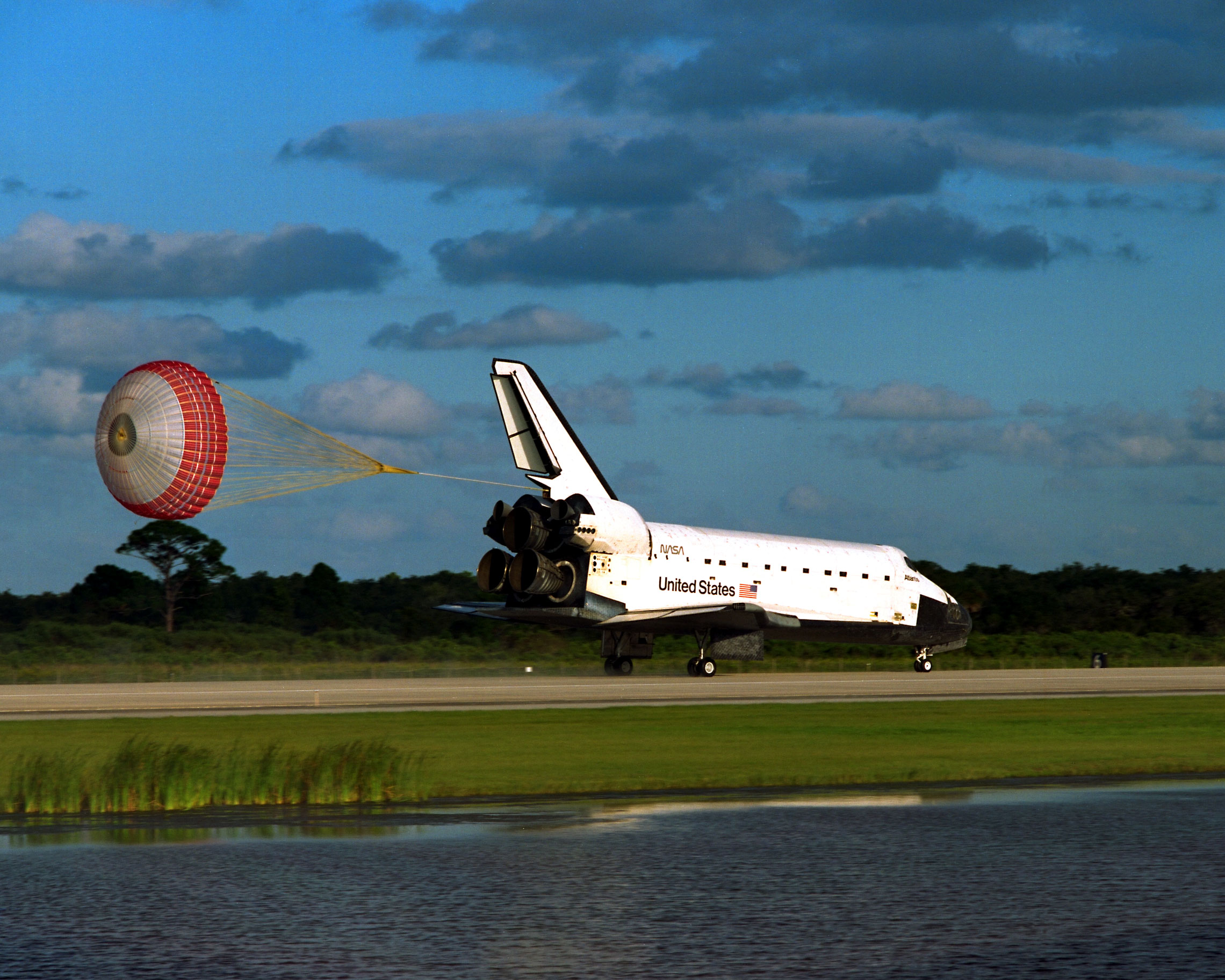
Посадка STS-86

## Параметры полёта
- Вес: 8375 кг (полезная нагрузка)